# Божидар Бандовић
Божидар Бандовић (Никшић, 30. август 1969) црногорски је фудбалски тренер и бивши фудбалер.